# Eudamidas I.
Eudamidas I. nebo Eudamidás I. (starořecky Εὐδαμίδας) z královské rodiny Eurypontovců byl králem Sparty od roku 331 před Kr. přibližně do roku 305 před Kr. Jeho spolukrály z královského rodu Agiovců byly Kleomenes II. (V letech 331–309 před Kr.) A Areus I. (v letech 309–cca 305 před Kr.)
Po upevnění makedonské nadvlády v Řecku, zvolal Filip II. V roce 337 před Kr. Řecké státy na kongres do Korintu, kde jim navrhl společné vojenské tažení proti Perské říši. Tohoto kongresu se zúčastnili všechny řecké státy s výjimkou Sparty. Jelikož byl Filip II. zanedlouho zavražděn, úloha vedení vojenské výpravy připadla jeho synovi Alexandrovi. Alexandrova výprava proti Persii se začala brzy na jaře v roce 334 před Kr. Sparta jeho nepřítomnost v roce 331 před Kr. Využila a pokusila se vydobýt si své bývalé mocenské pozice. Tento jejich pokus se nevydařil, neboť v bitvě u města Megalopolis bylo Spartské vojsko poraženo a mezi mrtvými Sparťany ležel i jejich král Agis III. Sparťané byli po bitvě nuceni uzavřít s Makedonií mír a tím se jejich mocenské ambice na dlouhou dobu rozplynuly. Agis III. neměl potomka a proto se následníkem stal jeho mladší bratr Eudamidas.
Antické písemné zdroje nám nepodávají informace týkající se vládnutí Eudamida I. Pausanias, historik a geograf z druhého století, ve své v knize Popis Řecka píše, že během tohoto období dějin vládl ve Spartě mír. (Zajisté vnucen politickými okolnostmi). Z osobního života Eudamida I. víme jen tolik, že v mládí byl absolventem Platónově akademie v Aténách, kde ho učil bývalý Platónův žák Xenokrates. Eudamidas se oženil s Archidamou, která pocházela z velmi bohaté rodiny. Manželský pár měl dvě děti, syna Archidama a dceru Agesistratu. To, že kterým rokem se přesně končí panování Eudamida není známo. Antičtí autoři jako následníka Eudamida označili jeho syna Archidama.